# Pretty Ricky
Pretty Ricky est un groupe de hip-hop et de RnB américain, originaire de Miami, en Floride. Pretty Ricky se compose initialement de quatre frères : Baby Blue, Spectacular, Slick'em, et Pleasure P. Pleasure P quitte le groupe en 2007 pour se lancer dans une carrière en solo. Depuis, Pretty Ricky compte plusieurs chanteurs successifs au sein de son groupe.

## Biographie

### Débuts
Le groupe est formé en 1997 à Miami, en Floride. Surnommé par P. Diddy les « nouveaux Jodeci », le groupe se compose de trois frères rappeurs : Corey Blue « Slick 'Em » Mathis, Diamond Blue « Baby Blue » Smith, « Spectacular » Smith (les trois ont le même père mais seuls Baby Blue et Spectacular ont la même mère) et du chanteur Marcus « Pleasure P » Cooper qui sera remplacé par Christopher « 4Play » Myers, lui-même remplacé plus tard par Emmanuel Manny « Lingerie » Deanda.
Le premier nom du groupe, Pretty Rickie and The Maverix, vient d'un personnage (Ricky Fontaine) de la série américaine Martin qui se distinguait des autres par sa façon de s'habiller, tout comme le groupe. Pretty Rickie était le surnom du demi-frère de Spectacular, Rick Ravish, alors dans le groupe, tandis que le reste du groupe s'appelait The Maverix. Les quatre adolescents ne formaient alors qu'un groupe de rap mais à l'arrivée du chanteur Pleasure P (qui remplaça Rick Ravish), le groupe changea son nom pour Pretty Ricky, considéré comme plus masculin que Pretty Ricki et dut abandonner le nom original de The Maverix déjà utilisé dans l'industrie musicale. Le quartet s'impose alors comme un vrai groupe de rap et de RnB.
Les quatre adolescents signent un contrat avec Atlantic Records après le succès sur une radio locale d'une de leur toute première chanson, Flossin, mais surtout après que le directeur du label assiste à une performance de Grind With Me qui sera marquée par l'intervention de la police qui tentera, tant bien que mal, de contenir les débordements des fans du groupe présents, principalement des adolescentes. Peu après, Pretty Ricky apparaît dans le clip de Born N Raised de DJ Khaled, Rick Ross, Trick Daddy et Pitbull.

### BluestarsetLate Night Special(2004–2007)
En mai 2005, le groupe publie son premier album, Bluestars, entièrement produit par Jim Jonsin et Big D. Il débute à la 16e place du classement américain Billboard 200, et est par la suite certifié disque d'or par la RIAA. Il contient les deux tubes Your Body et Grind With Me, ce dernier comptant plus de 800 000 exemplaires vendus. En 2005, les Pretty Ricky participent à Everybody Get Up en collaboration avec le rappeur cubano-américain Pitbull. Ils font également partie de la tournée événement Scream Tour IV avec Bow Wow et Omarion. Ils renouvellent en 2006 pour le Scream Tour V avec Ne-Yo et Omarion.
Le 23 janvier 2007, Pretty Ricky publie son nouvel album, Late Night Special, produit par l'équipe de production du groupe, Music Royale, sur lequel collabore également Static Major. L'album se vend à plus de 132 000 exemplaires la première semaine, et atteint la première place du Top R&B/Hip-Hop Albums et du Billboard 200, et le reste pendant cinq semaines consécutives, grâce notamment au single On the Hotline. S'ensuit un clip avec Sean Paul, Push It Baby Remix, et une autre vidéo, Love Like Honey, qui a beaucoup moins de succès, mais qui permet au groupe d'avoir une récompense aux BET Awards 2007 pour le meilleur costume dans une vidéo. Au cours de la même cérémonie, le groupe est nommé pour le titre de meilleur groupe rap et RnB confondus, aux côtés, par exemple, du groupe Outkast. Le groupe fait ensuite, la même année, une apparition dans le film Super Sweet 16: The Movie.

### 80's BabiesetPretty Ricky(2008–2009)
Le troisième album, 80's Babies, prévu à l'origine pour 2008, est annulé à la suite d'une fuite des chansons sur Internet, après avoir été plusieurs fois repoussé,. Pleasure P, qui quitte le groupe afin de se consacrer à une carrière en solo, ne contribue pas à l'album. Il est cependant remplacé par 4Play pour l'enregistrement de l'album. À cette même période groupe prévoit la publication de cinq singles avec cet album orienté old school, mais seulement deux sortiront officiellement : Cuddle Up avec Butta Creame et Knockin' Boots 08, un remake de la ballade du groupe H-Town.
Après la sortie avortée de leur troisième album, Pretty Ricky quitte Atlantic Records et crée son propre label, Bluestar Entertainment, dirigé par Diamond Blue Smith. Ils font alors signer Butta Creame, un groupe de RnB composé de quatre filles originaires de Virginie. Parallèlement aux projets musicaux, le groupe lance sa propre émission de radio, Pretty Ricky Sticky & Slow, et un membre du groupe, Spectacular, crée sa propre ligne de bijouterie, Spectacular Ice. Le quartet a aussi une ligne de vêtements appelée Pretty Clothing Co. et une ligne de mannequinat, Diamond Dolls & Divas. À la fin de 2008, le groupe annonce le départ de 4Play, remplacé par Lingerie, un chanteur originaire de Pittsburgh, membre du groupe de RnB CRAVE.
Le premier single de l'album Pretty Ricky, intitulé Tipsy in dis Club, est publié le 17 novembre 2009. Le deuxième single est le créatif Say a Command. Toutes les chansons de l'album sont produites et écrites par Diamond Blue, qui est aussi, le codirecteur des vidéos officielles des deux singles. Trois versions de l'album sont disponibles : Clean, Dirty et Chopped and screwed (remixé par le célèbre O.G. Ron C). Après l'échec du troisième opus, 80's Babies, cet album est considéré par beaucoup comme la renaissance de Pretty Ricky notamment parce qu'en termes de qualité, il se rapproche beaucoup plus des deux premiers albums qu'a produit le groupe. Néanmoins, ce dernier LP connaît un succès limité, principalement dû au manque de promotion de l'album, le groupe n'ayant pas pu compter sur le soutien d'un label comme Atlantic Records avec Bluestars et Late Night Special.

### Départ de Lingerie, mixtapes etBluestars 2(depuis 2011)
Au début de l'année 2010, le groupe fait une apparition sur le second single du légendaire groupe H-Town avec le remix de Knockin Your Heels Off au côté du groupe Jodeci. Le groupe apparaît aussi sur le premier single de J. Long, un rappeur/chanteur originaire du Texas, qui est signé sur le label du groupe et enregistre une chanson pour le single de Jacki-O aux côtés de Trick Daddy. La même année, le 17 juillet, une vidéo virale montrant Slick' Em sniffant de la cocaïne est mise en ligne.
Le cinquième album de Pretty Ricky s'intitule Bluestars 2 et est annoncé pour 2013. Le premier single intitulé Cookie Cutter est publié le 27 juillet 2010. Le groupe publie ensuite un EP sous le titre de Topless, dont le remix voit apparaître les deux légendes du rap que sont Snoop Dogg et Trick Daddy. L'album devrait aussi contenir des featurings avec Da Pretty Boyz, New Boyz, Dru Hill, Boyz II Men, H-Town, Jodeci, Keke Wyatt, Jagged Edge, Bone Thugs-N-Harmony, Jacki-O ou encore Butta Creame.
Le 12 août 2011, Pretty Ricky publie une mixtape intitulée Sex Music Vol. 1: Streets N The Sheets.
Après trois ans d'inactivité, le 16 février 2015, Pretty Ricky publie un nouveau single intitulé Puddles avec Pleasure P. En avril 2015, Pretty Ricky se lance dans une tournée en Europe.
En 2018, après sa participation à Love & Hip Hop Miami, le groupe travaille sur un projet Last Album Last Tour avec le projet de sortir un dernier album donc, produit par Rico Love et une dernière tournée.

## Discographie

### Albums studio
- 2005 : Bluestars
- 2007 : Late Night Special
- 2008 : Eighties Babies (80's Babies)
- 2009 : Pretty Ricky
- 2010 : Bluestars 2

### Singles
| Année | Titre                                    | U.S. Hot 100 | U.S. R&B | UK singles | Album              |
| ----- | ---------------------------------------- | ------------ | -------- | ---------- | ------------------ |
| 2005  | Grind With Me                            | 7            | 6        | 26         | Bluestars          |
| 2005  | Your Body                                | 12           | 22       | 37         | Bluestars          |
| 2006  | On the Hotline                           | 12           | 6        | 24         | Late Night Special |
| 2007  | Push It Baby (Feat. Sean Paul)           | -            | 51       | -          | Late Night Special |
| 2007  | Love like Honey                          | -            | 101      | -          | Late Night Special |
| 2008  | Cuddle Up                                | -            | 76       | -          | 80's Babies        |
| 2008  | Knockin Boots                            | -            | 75       | -          | 80's Babies        |
| 2009  | Tipsy                                    | -            | 52       | -          | Pretty Ricky       |
| 2009  | Say a Command                            | -            | 96       | -          | Pretty Ricky       |
| 2010  | Cookie Cutter                            | -            | -        | -          | Bluestars 2        |
| 2010  | Topless (Feat. Snoop Dogg & Trick Daddy) | -            | -        | -          | Bluestars 2        |

### Singles en featuring
| Année | Titre                                                   | U.S. Hot 100 | U.S. R&B | UK singles | Album                        |
| ----- | ------------------------------------------------------- | ------------ | -------- | ---------- | ---------------------------- |
| 2005  | Everybody Get Up (Feat. Pitbull)                        | -            | -        | -          | Money Is Still A Major Issue |
| 2010  | Knockin' Your Heels Off (Remix) (Feat. Jodeci & H-Town) | -            | -        | -          | Child Support                |
| 2010  | Personal Freak (Feat. J. Long)                          | -            | -        | -          | J. Long Album                |
| 2010  | Seen My Man (Feat. Jacki-O & Trick Daddy)               | -            | -        | -          | Jacki-O Mixtape              |